# Wechling
Wechling ist eine Ortschaft und eine Katastralgemeinde der Gemeinde Wieselburg-Land im Bezirk Scheibbs in Niederösterreich.

## Geschichte
Laut Adressbuch von Österreich waren im Jahr 1938 in der Ortsgemeinde Wechling ein Binder, ein Schmied, ein Tischler und einige Landwirte ansässig.
Durch Zusammenschluss der Kleingemeinden Gumprechtsfelden, Mühling, Marbach, Wechling und Weinzierl im Jahr 1967 entstand die Gemeinde Wieselburg-Land.

## Siedlungsentwicklung
Zum Jahreswechsel 1979/1980 befanden sich in der Katastralgemeinde Wechling insgesamt 98 Bauflächen mit 25.658 m² und 77 Gärten auf 143.467 m², 1989/1990 gab es 98 Bauflächen. 1999/2000 war die Zahl der Bauflächen auf 102 angewachsen und 2009/2010 bestanden 168 Gebäude auf 265 Bauflächen.

## Bodennutzung
Die Katastralgemeinde ist landwirtschaftlich geprägt. 296 Hektar wurden zum Jahreswechsel 1979/1980 landwirtschaftlich genutzt und 97 Hektar waren forstwirtschaftlich geführte Waldflächen. 1999/2000 wurde auf 309 Hektar Landwirtschaft betrieben und 102 Hektar waren als forstwirtschaftlich genutzte Flächen ausgewiesen. Ende 2018 waren 291 Hektar als landwirtschaftliche Flächen genutzt und Forstwirtschaft wurde auf 106 Hektar betrieben. Die durchschnittliche Bodenklimazahl von Wechling beträgt 48,3 (Stand 2010).